# Milija Bogicević
Milija Bogicević (ur. 11 maja 1974 w Prijepolju) – serbski trener koszykarski.
29 maja 2017 został trenerem Polpharmy Starogard Gdański.

## Osiągnięcia
Drużynowe
- 3-krotny mistrz Jugosławii jako asystent trenera
- Brązowy medalista mistrzostw Polski (2010)
- Zdobywca:
  - Pucharu Polski jako asystent trenera (2007)
  - Superpucharu Polski jako asystent trenera (2007)
- Awans do PLK z zespołem Znicza Jarosław (2006)

Indywidualne
- Najlepszy Trener PLK (2010)[2][3]
- Trener drużyny Północy podczas meczu gwiazd PLK (2010)